# تاکاهیرو یامادا (ژیمناست)
تاکاهیرو یامادا (انگلیسی: Takahiro Yamada؛ زادهٔ ۹ ژوئن ۱۹۶۴) ژیمناست هنری اهل ژاپن بود.